# 中村公星
中村 公星（なかむら こうせい、2001年1月25日 - ）は、ジャパンラグビーリーグワンリコーブラックラムズ東京に所属するラグビー選手。

## プロフィール
- 東京都出身[1]。
- ポジションはプロップ(PR)。
- 身長 183cn、体重 112 kg
- U20日本代表候補に選ばれたことがある[2]。

## 略歴
2019年、國學院栃木高校卒業後、明治大学に入る。なお國學院高校時代、高校日本代表候補に選ばれたことがある。
2023年1月、アーリーエントリーでリコーブラックラムズ東京に加入。同年3月、明治大学卒業。
2024年1月27日に行われたJAPAN RUGBY LEAGUE ONE交流戦第6節クボタスピアーズ船橋・東京ベイ戦にて途中出場でリーグワン公式戦初出場を果たした。
2025年7月中旬からニュージーランド・ノースハーバーに留学。